# Coenobita
Coenobita es un género que contiene 16  especies cangrejos terrestre. La mayoría de las especies se encuentran en la región Indo-Pacífico, con una sola especie en África Occidental, una especie que está presente a lo largo del oeste de Océano Atlántico, y una especie que ocurre en el Pacífico, en la costa de las Américas. Coenobita está estrechamente relacionado con el cangrejo de coco, Birgus latro, con los dos géneros que componen el conjunto de la familia Coenobitidae. Las especies de Coenobita llevan el agua en las conchas de gasterópodos que habitan, lo que les permite permanecer fuera del agua durante mucho tiempo. Para sobrevivir, estos curiosos crustáceos utilizan conchas vacías de caracol que tienen que ir cambiando a medida que crecen, para proteger su abdomen de textura muy blanda; por eso cada vez que encuentran una casa que se adapta a su tamaño, en la cual puedan encerrarse completamente, se trastean.
| Especies                | Autoridad        | Año  | Distribución          |
| ----------------------- | ---------------- | ---- | --------------------- |
| Coenobita brevimanus    | Dana             | 1852 | Indo-Pacífico         |
| Coenobita carnescens    | Dana             | 1851 | Océano Pacífico       |
| Coenobita cavipes       | Stimpson         | 1858 | Indo-Pacífico         |
| Coenobita clypeatus     | (Fabricius)      | 1787 | Atlántico occidental  |
| Coenobita compressus    | H. Milne Edwards | 1836 | Océano Pacífico       |
| Coenobita longitarsis   | De Man           | 1902 | Indias Orientales     |
| Coenobita olivieri      | Owen             | 1839 | Mar Rojo              |
| Coenobita perlatus      | H. Milne Edwards | 1837 | Indo-Pacífico         |
| Coenobita pseudorugosus | Nakasone         | 1988 | Indo-Pacífico         |
| Coenobita purpureus     | Stimpson         | 1858 | Japón                 |
| Coenobita rubescens     | Greeff           | 1884 | África occidental     |
| Coenobita rugosus       | H. Milne Edwards | 1837 | Indo-Pacífico         |
| Coenobita scaevola      | (Forskal)        | 1775 | Océano Índico         |
| Coenobita spinosus      | H. Milne Edwards | 1837 | Polinesia y Australia |
| Coenobita variabilis    | McCulloch        | 1909 | Australia             |
| Coenobita violascens    | Heller           | 1862 | Océano Pacífico       |